# Euller
Euller Elias de Carvalho (Curvelo, 15 de março de 1971) é um treinador e ex-futebolista brasileiro que atuava como atacante. Atualmente comanda o Safor Club, da Espanha.

## Carreira

### Início
Começou sua carreira profissional pelo América Mineiro, clube onde conquistou seu primeiro título, o Campeonato Mineiro de 1993. No mesmo ano, devido sua grande velocidade em campo, ficou conhecido pela alcunha de "Filho do Vento", atribuída pelo locutor esportivo Milton Naves, da Rádio Itatiaia, de Belo Horizonte.

### São Paulo
Em 1994 foi contratado pelo São Paulo e fez dupla de ataque com Müller na Libertadores daquele ano. Destacou-se por sua velocidade e um rápido poder de decisão nas jogadas. Por pouco não foi campeão da Libertadores, já que o time perderia nos pênaltis para o Vélez Sarsfield na final. Ainda assim, conquistou dois títulos pelo tricolor, um deles pelo "Expressinho Tricolor", uma espécie de time reserva do São Paulo.

### Atlético Mineiro
Euller teve duas passagens na história do Atlético. Em 1995, formou uma dupla de sucesso com Reinaldo, participou da conquista do Campeonato Mineiro e ficou por mais uma temporada. Já no ano seguinte, levou o Galo até a semifinal do Campeonato Brasileiro. Foi negociado junto ao Palmeiras em 1997. Dez anos depois, na sua volta ao Atlético em 2005, foi um dos principais artilheiros do ano. No total, Euller marcou 62 gols em 167 jogos pelo Galo.

### Palmeiras
Após boa passagem pelo Atlético Mineiro entre os anos de 1995 e 1997, o mineiro desembarcou no Verdão, ficou pouco tempo e foi atuar no Verdy Kawasaki, do Japão. Voltou em 1999 e, com dribles muito velozes, foi fundamental na conquista da Libertadores. Já em 2000, foi negociado com o Vasco da Gama, mas só após vencer o Torneio Rio-São Paulo e ficar com o vice-campeonato da Libertadores.

### Vasco da Gama
Em sua passagem pelo Vasco, chegou a ser considerado por Romário o jogador mais importante da equipe. Posteriormente, Romário voltou a elogiar o jogador atribuindo vários de seus mil gols às assistências de Euller.

### Retorno ao América Mineiro
Em 2008, voltou a defender a camisa do América, ajudando o time no retorno à primeira divisão do Campeonato Mineiro.
Em 2009, conquistou o título da Série C. No segundo jogo da competição, Euller foi aplaudido no Independência por completar 209 jogos pela equipe americana. Para completar a festa, marcou um gol de pênalti na vitória por 3–0 sobre o Guaratinguetá, mantendo o Coelho com 100% com duas vitórias em dois jogos. Coincidentemente, o pênalti foi sofrido por Irênio, que também completou naquela tarde sua partida de número 209 pelo clube.

### Aposentadoria
No dia 16 de maio de 2011, Euller anunciou sua aposentadoria durante a premiação do Troféu Globo Minas.

## Estatísticas
Aparições e gols por clube, temporada e competição
| Clube            | Temporada      | Liga Nacional  | Liga Nacional | Liga Nacional | Liga Estadual e Regional | Liga Estadual e Regional | Copa Nacional[a] | Copa Nacional[a] | Supercopa Nacional | Supercopa Nacional | Competições Internacionais[b] | Competições Internacionais[b] | Outros Torneios[c] | Outros Torneios[c] | Total | Total |
| Clube            | Temporada      | Divisão        | Jogos         | Gols          | Jogos                    | Gols                     | Jogos            | Gols             | Jogos              | Gols               | Jogos                         | Gols                          | Jogos              | Gols               | Jogos | Gols  |
| ---------------- | -------------- | -------------- | ------------- | ------------- | ------------------------ | ------------------------ | ---------------- | ---------------- | ------------------ | ------------------ | ----------------------------- | ----------------------------- | ------------------ | ------------------ | ----- | ----- |
| América Mineiro  | 1990           | Série C        | 0             | 0             | 0                        | 0                        | 0                | 0                | 0                  | 0                  | 0                             | 0                             | 5                  | 0                  | 5     | 0     |
| América Mineiro  | 1991           | Série B        | 0             | 0             | 22                       | 7                        | 0                | 0                | 0                  | 0                  | 0                             | 0                             | 8                  | 6                  | 30    | 13    |
| América Mineiro  | 1992           | Série B        | 26            | 5             | 22                       | 9                        | 0                | 0                | 0                  | 0                  | 0                             | 0                             | 5                  | 2                  | 53    | 16    |
| América Mineiro  | 1993           | Série A        | 13            | 5             | 16                       | 7                        | 2                | 0                | 0                  | 0                  | 0                             | 0                             | 3                  | 2                  | 34    | 14    |
| América Mineiro  | 1994           | Série A        | 0             | 0             | 8                        | 2                        | 0                | 0                | 0                  | 0                  | 0                             | 0                             | 7                  | 5                  | 15    | 7     |
| América Mineiro  | Total          | Total          | 39            | 10            | 68                       | 25                       | 2                | 0                | 0                  | 0                  | 0                             | 0                             | 28                 | 15                 | 137   | 50    |
| São Paulo        | 1994           | Série A        | 12            | 1             | 27                       | 7                        | 0                | 0                | 0                  | 0                  | 15                            | 6                             | 1                  | 1                  | 55    | 15    |
| São Paulo        | Total          | Total          | 12            | 1             | 27                       | 7                        | 0                | 0                | 0                  | 0                  | 15                            | 6                             | 1                  | 1                  | 55    | 15    |
| Atlético Mineiro | 1995           | Série A        | 20            | 2             | 16                       | 7                        | 6                | 3                | 0                  | 0                  | 4                             | 2                             | 7                  | 4                  | 53    | 18    |
| Atlético Mineiro | 1996           | Série A        | 22            | 9             | 18                       | 7                        | 4                | 2                | 0                  | 0                  | 0                             | 0                             | 0                  | 0                  | 44    | 18    |
| Atlético Mineiro | 1997           | Série A        | 0             | 0             | 19                       | 8                        | 4                | 3                | 0                  | 0                  | 0                             | 0                             | 4                  | 2                  | 27    | 13    |
| Atlético Mineiro | Total          | Total          | 42            | 11            | 53                       | 22                       | 14               | 8                | 0                  | 0                  | 4                             | 2                             | 11                 | 6                  | 124   | 49    |
| Palmeiras        | 1997           | Série A        | 30            | 6             | 0                        | 0                        | 0                | 0                | 0                  | 0                  | 2                             | 1                             | 6                  | 2                  | 38    | 9     |
| Palmeiras        | Total          | Total          | 30            | 6             | 0                        | 0                        | 0                | 0                | 0                  | 0                  | 2                             | 1                             | 6                  | 2                  | 38    | 9     |
| Tokyo Verdy      | 1998           | J1 Leg.        | 16            | 12            | —                        | —                        | 0                | 0                | 0                  | 0                  | 0                             | 0                             | 0                  | 0                  | 16    | 12    |
| Tokyo Verdy      | Total          | Total          | 16            | 12            | —                        | —                        | 0                | 0                | 0                  | 0                  | 0                             | 0                             | 0                  | 0                  | 16    | 12    |
| Palmeiras        | 1999           | Série A        | 10            | 0             | 11                       | 1                        | 4                | 2                | 0                  | 0                  | 14                            | 4                             | 2                  | 3                  | 41    | 10    |
| Palmeiras        | 2000           | Série A        | 0             | 0             | 22                       | 16                       | 2                | 0                | 0                  | 0                  | 12                            | 4                             | 0                  | 0                  | 36    | 20    |
| Palmeiras        | Total          | Total          | 10            | 0             | 33                       | 17                       | 6                | 2                | 0                  | 0                  | 26                            | 8                             | 2                  | 3                  | 77    | 30    |
| Vasco da Gama    | 2000           | Série A        | 16            | 6             | 0                        | 0                        | 0                | 0                | 0                  | 0                  | 8                             | 0                             | 0                  | 0                  | 24    | 6     |
| Vasco da Gama    | 2001           | Série A        | 14            | 7             | 19                       | 5                        | 0                | 0                | 0                  | 0                  | 11                            | 4                             | 0                  | 0                  | 44    | 16    |
| Vasco da Gama    | 2002           | Série A        | 0             | 0             | 11                       | 3                        | 4                | 3                | 0                  | 0                  | 0                             | 0                             | 0                  | 0                  | 15    | 6     |
| Vasco da Gama    | Total          | Total          | 30            | 13            | 30                       | 8                        | 4                | 3                | 0                  | 0                  | 19                            | 4                             | 0                  | 0                  | 83    | 28    |
| Kashima Antlers  | 2002           | J1 League      | 14            | 7             | —                        | —                        | 7                | 6                | 0                  | 0                  | 0                             | 0                             | 0                  | 0                  | 21    | 13    |
| Kashima Antlers  | 2003           | J1 League      | 22            | 4             | —                        | —                        | 3                | 1                | 0                  | 0                  | 0                             | 0                             | 0                  | 0                  | 25    | 5     |
| Kashima Antlers  | Total          | Total          | 36            | 11            | —                        | —                        | 10               | 7                | 0                  | 0                  | 0                             | 0                             | 0                  | 0                  | 46    | 18    |
| São Caetano      | 2004           | Série A        | 35            | 3             | 14                       | 4                        | 0                | 0                | 0                  | 0                  | 8                             | 0                             | 0                  | 0                  | 57    | 7     |
| São Caetano      | Total          | Total          | 35            | 3             | 14                       | 4                        | 0                | 0                | 0                  | 0                  | 8                             | 0                             | 0                  | 0                  | 57    | 7     |
| Atlético Mineiro | 2005           | Série A        | 26            | 7             | 10                       | 2                        | 7                | 4                | 0                  | 0                  | 0                             | 0                             | 0                  | 0                  | 43    | 13    |
| Atlético Mineiro | Total          | Total          | 26            | 7             | 10                       | 2                        | 7                | 4                | 0                  | 0                  | 0                             | 0                             | 0                  | 0                  | 43    | 13    |
| América Mineiro  | 2006           | Série C        | 11            | 2             | 5                        | 2                        | 1                | 1                | 0                  | 0                  | 0                             | 0                             | 3                  | 1                  | 20    | 6     |
| América Mineiro  | 2007           | Série C        | 0             | 0             | 9                        | 2                        | 0                | 0                | 0                  | 0                  | 0                             | 0                             | 13                 | 9                  | 22    | 11    |
| América Mineiro  | Total          | Total          | 11            | 2             | 14                       | 4                        | 1                | 1                | 0                  | 0                  | 0                             | 0                             | 16                 | 10                 | 42    | 17    |
| Tupynambás       | 2007           | SD             | 0             | 0             | 4                        | 1                        | 0                | 0                | 0                  | 0                  | 0                             | 0                             | 0                  | 0                  | 4     | 1     |
| Tupynambás       | Total          | Total          | 0             | 0             | 4                        | 1                        | 0                | 0                | 0                  | 0                  | 0                             | 0                             | 0                  | 0                  | 4     | 1     |
| América Mineiro  | 2008           | Série C        | 1             | 0             | 19                       | 5                        | 0                | 0                | 0                  | 0                  | 0                             | 0                             | 4                  | 2                  | 24    | 7     |
| América Mineiro  | 2009           | Série C        | 7             | 2             | 5                        | 0                        | 1                | 0                | 0                  | 0                  | 0                             | 0                             | 0                  | 0                  | 13    | 2     |
| América Mineiro  | 2010           | Série B        | 6             | 0             | 7                        | 3                        | 0                | 0                | 0                  | 0                  | 0                             | 0                             | 0                  | 0                  | 13    | 3     |
| América Mineiro  | 2011           | Série A        | 0             | 0             | 5                        | 0                        | 0                | 0                | 0                  | 0                  | 0                             | 0                             | 2                  | 0                  | 7     | 0     |
| América Mineiro  | Total          | Total          | 14            | 2             | 36                       | 8                        | 1                | 0                | 0                  | 0                  | 0                             | 0                             | 6                  | 2                  | 57    | 12    |
| Carreira Total   | Carreira Total | Carreira Total | 301           | 78            | 289                      | 98                       | 45               | 25               | 0                  | 0                  | 74                            | 21                            | 70                 | 39                 | 779   | 261   |

- a. ^ Jogos da Copa do Brasil, Copa da Liga Japonesa e Copa do Imperador
- b. ^ Jogos da Copa Libertadores da América, Recopa Sul-Americana, Copa Intercontinental, Copa Mercosul, Copa Sul-Americana, Copa CONMEBOL, Supercopa Sul-Americana e Liga dos Campeões da AFC
- c. ^ Jogos de Torneios Amistosos

### Seleção - (Brasil)
| Ano   | Jogos | Gols |
| ----- | ----- | ---- |
| 2000  | 1     | 1    |
| 2001  | 5     | 2    |
| Total | 6     | 3    |

As pontuações e resultados listam primeiro a contagem de gols do Brasil, a coluna de pontuação indica a pontuação após cada gol de Euller
Lista de gols internacionais marcados pela Seleção Brasileira por Euller
| Nº | Data               | Estádio                                | Oponente       | Gols | Resultado | Competição                     |
| -- | ------------------ | -------------------------------------- | -------------- | ---- | --------- | ------------------------------ |
| 1  | 08 de Outubro 2000 | José Pachencho, Maracaibo, Venezuela   | Venezuela      | 1–0  | 6–0       | Eliminatórias da Copa do Mundo |
| 2  | 03 de Março 2001   | Rose Bowl, Los Angeles, Estados Unidos | Estados Unidos | 2–1  | 2–1       | Amistoso                       |
| 3  | 09 de Agosto 2001  | Arena da Baixada, Curitiba, Brasil     | Panamá         | 3–0  | 5–0       | Amistoso                       |

## Títulos
América Mineiro
- Campeonato Mineiro: 1993
- Campeonato Mineiro – Módulo II: 2008
- Campeonato Brasileiro - Série C: 2009

São Paulo
- Recopa Sul-Americana: 1994
- Copa CONMEBOL: 1994

Atlético Mineiro
- Campeonato Mineiro: 1995

Palmeiras
- Copa Libertadores da América: 1999
- Torneio Rio–São Paulo: 2000

Vasco da Gama
- Campeonato Brasileiro: 2000
- Copa Mercosul: 2000
- Taça Rio: 2001

São Caetano
- Campeonato Paulista: 2004